# Deltarune
Deltarune (дословно переводится как «Дельта Руна» или «Руна Дельты»; название является анаграммой названия игры Undertale) — компьютерная ролевая игра, разработанная американским программистом и композитором Тоби Фоксом, которая была выпущена на Хэллоуин — 31 октября 2018 года.
В игре была обновлена боевая система. В отличие от Undertale, в Deltarune в бою используется команда из нескольких персонажей, есть возможность защищаться, использовать магию и другие действия. Кроме этого, был изменён стиль графики.
На данный момент были выпущены лишь четыре главы истории и ожидаются ещё три.

## Сюжет

Обновлённая боевая система Deltarune. В отличие от Undertale, в Deltarune в бою используется команда из нескольких персонажей, и есть возможность защищаться, использовать магию, и другие действия. Кроме этого, стиль графики был изменён.

По словам Тоби, действие Deltarune происходит «не в мире Undertale», однако персонажи и места действия могут быть связаны с Undertale. Игрок управляет Крисом, школьником, который оказывается затянут в «Тёмный мир» вместе со Сьюзи, монстром из своей школы. Оба встречают Ральзея, «принца из тьмы», который рассказывает им легенду о том, что они — Светлые существа, которым суждено попасть в этот мир и остановить поток тьмы. По игровому процессу игра аналогична Undertale. Бой в игре происходит как и в большинстве стандартных пошаговых ролевых игр, и действия выбираются из определённого набора, такие как «Атака» или «Пощада». Хотя цель игры заключается в том, что игрок должен избегать монстров и щадить их, это затруднено тем, что Сьюзи, которой игрок изначально не управляет, предпочитает атаковать противников. Поэтому игроку нужно выбирать действия с учётом её присутствия.

### Глава 1 — Начало (The Beginning)
Игра начинается с того, что игроку предлагается создать и назвать аватар, но «сосуд» в конечном итоге отклоняется, поскольку «никто не может выбрать, кем он является в этом мире». Вместо этого игрок получает контроль над Крисом, который опаздывает в школу. После того, как их объединили со Сьюзи для предстоящего группового проекта, их учительница Альфис отправляет их за мелом из кладовой. Однако дверь уводит их в странное королевство — Тёмный мир — где они встречают тёмного принца Ральзея. Он говорит им, что они трое — герои, которым суждено закрыть похожие на гейзеры Тёмные фонтаны, придающие форму Тёмным мирам: тот, который был испорчен злым королём. Незаинтересованная Сьюзи сначала присоединяется к маленькому сыну Короля, Лансеру, в попытке остановить Криса и Ральзея с помощью различных плохо продуманных планов, но оба убеждены, что они перейдут на другую сторону и присоединятся к партии.
Лансер отказывается противостоять своему отцу и не хочет, чтобы Сьюзи и Король причиняли друг другу боль, поэтому он заключает своих новых друзей в темницу замка Короля. Сьюзи помогает Крису и Ральзею сбежать и мстительно борется с Лансером, но в конечном итоге примиряется с ним и обещает не причинять вреда Королю. Крис, Сьюзи и Ральзей противостоят и сражаются с Королём, после чего он падает в изнеможении. Ральзей исцеляет его от жалости, и, воспользовавшись моментом, Король выводит их из строя и готовится убить группу. Если игрок не подавил насильственно каких-либо предыдущих врагов, Лансер ведёт жителей Тёмного мира к свержению и заключению в тюрьму Короля; в противном случае Сьюзи подчиняет Короля заклинанием умиротворения Ральзея. Крис закрывает Тёмный фонтан и возвращается домой вместе со Сьюзи. В ту ночь, однако, Крис встаёт с постели, вырывает свою ДУШУ в форме сердца, бросает её в клетку, проходит к центру комнаты и достаёт нож, поворачиваясь лицом к игроку.

### Глава 2 — Кибер-мир (A Cyber’s World)
На следующий день Крис и Сьюзи возвращаются в Тёмный мир, чтобы подтвердить, что это было реально, где они воссоединяются с Ральзеем. Однако он призывает двоих уйти и пойти работать над своим школьным проектом со своими одноклассниками Ноэлль и Бёрдли. Крис и Сьюзи направляются в компьютерную лабораторию библиотеки, но обнаруживают там другой Тёмный мир, посвящённый компьютерным технологиям, которым управляет Королева. Она похищает Ноэлль, которую затянуло в Тёмный мир вместе с Бёрдли, с целью превратить её в «Рыцаря» — мифическое существо, способное создавать Тёмные фонтаны. Бёрдли, восхищаясь Ноэлль с Королевой, помогает последней в её планах.
Группа разделяется, и Крис помогает Ноэлль спрятаться от Королевы, но она находит их и заключает всех в тюрьму. Крис и Сьюзи сбегают с помощью Лансера, но он превращается в камень, поскольку находится не в том Тёмном мире. Они убеждают Бёрдли перейти на другую сторону, но его перехватывает и захватывает Королева, которая заставляет команду вступить в бой. После освобождения Бёрдли, Королева атакует своим гигантским костюмом робота, что приводит к финальной битве, напоминающей игру Punch-Out!!. Королеве удаётся победить группу и угрожает убить их, если Ноэлль не последует своим планам, но она огрызается на Королеву и говорит ей, что она перестала находиться под контролем. Понимая ошибочность своего пути, Королева просит Ноэлль создать мир, который она хочет, прежде чем у неё робота закончится энергия. Затем Бёрдли пытается создать ещё один Фонтан, чтобы вернуться домой, но Ральзей предупреждает его о «Рокоте» — катаклизме, вызванном открытием слишком большого количества Фонтанов. Королева подслушивает это и отказывается от своих планов, не желая разрушать мир. Ноэлль благодарит Сьюзи за её спасение и желание наладить отношения. Крис и Сьюзи закрывают новый Фонтан, а Королева и её последователи переезжают в королевство Ральзея.
Крис и Сьюзи просыпаются в компьютерной лаборатории и убеждают Ноэлль и Бёрдли, что их приключение было сном. Сьюзи провожает Криса домой, и её приглашает мать Криса, Ториэль, зайти внутрь. В ванной, Крис снова вырывает свою ДУШУ, запирает его в тумбочке и вылезает в окно. Вернувшись, он помещает свою ДУШУ обратно в своё тело и вместе со Сьюзи, Крис смотрит телевизор, а потом и вовсе они засыпают. Ториэль обнаруживает, что во дворе кто-то ходит и шины её машины порезаны. Однако после того, как все заснули, Крис снова вырывает свою ДУШУ и использует нож, чтобы тёмный фонтан в гостиной.

#### Альтернативный путь
Если игрок получит определённые предметы и заставит Ноэлль убить всех врагов с помощью ледо-шока, откроется альтернативный сюжетный путь (который обычно называют «Странным», «Снежной могилой», «Геноцидом» или «Пиписом»). Затем Крис заставит Ноэлль решать головоломки самостоятельно и в конечном итоге использовать заклинание Снежной могилы, чтобы заморозить Бёрдли. Шокированная от своих же действий, Ноэлль оставляет Криса одного. Вместо планов Королевы захватить группу, её замок захватил рекламодатель Спамтон Г. Спамтон. Ноэлль слишком уставшая чтобы участвовать в планах Королевы, а Ральзей предупреждают последнюю о «Рокоте», избегая её битвы. Когда Крис идёт запечатывать Фонтан, на его пути встаёт недавно обновлённый Спамтон Нео, который против запечатывания Фонтана и хочет забрать ДУШУ Криса. Ноэлль в конце битвы приходит и замораживает его. Вернувшись обратно в Светлый мир, Бёрдли не приходит в сознание, а Ноэлль начинает сомневаться в том, что это был всего лишь «страшный сон».

### Глава 3 — Поздняя ночь (Late Night)
Крис и Сьюзи просыпаются в Тёмном мире, расположенном в гостиной Ториэль. После встречи с Ральзеем он раскрывает Сьюзи, что Тёмные миры являются иллюзией, а Тёмные существа представляют собой трансформированные версии различных неодушевлённых предметов. Разговор Сьюзи и Ральзея прерывает Тенна — антропоморфная версия телевизора Ториэль, который выступает в роли ведущего игрового шоу. Он заставляет троих участвовать в различных соревновательных сегментах, представленных в виде мини-игр. Продолжая участие в этих играх, они в итоге обнаруживают Ториэль, которую Тенна держит в заложниках внутри гигантской игрушечной капсулы.
Группа требует от Тенны прекратить игры, что позволило бы им закрыть фонтан и вернуться домой с Ториэль. Он отказывается, ссылаясь на своё чувство покинутости, поскольку семья Дримурров постепенно перестала смотреть телевизор из-за пропажи Десс, госпитализации отца Ноэлль, развода Ториэль и Азгора, а также поступления Азриэля в университет. Он также упоминает, что Рокочущий Рыцарь — фигура, впервые упомянутая Королевой во второй главе — пообещал ему значимость в обмен на отказ закрыть фонтан. После битвы, служащей «финальным испытанием» игрового шоу, Ральзей и Сьюзи утешают Тенну, объясняя, что он уже годами приносил радость семье Дримурр, и предлагают найти ему новый дом. Однако, когда Тенна соглашается подружиться с героями, на него неожиданно нападает Рыцарь, который также пытается захватить Ториэль.
Группа сражается с Рыцарем, и после его поражения их спасает Андайн, что позволяет Крису и Сьюзи сбежать в Светлый мир, оставив фонтан незакрытым. Они следуют за Рыцарем и Андайн к ранее заблокированному бункеру, внутри которого теперь, по-видимому, создан Тёмный фонтан. Дверь закрывается до того, как они успевают войти, заставляя Сьюзи стучать по ней, пока не открывается скрытая электронная панель. Затем Сьюзи бежит обратно к дому Дримурров, чтобы спасти Ториэль, предлагая Крису пойти с ней. Глава заканчивается тем, что дверь бункера сама открывается для Криса.

#### Альтернативный путь
Хотя в этой главе нет прямого продолжения странного пути из главы 2, она имеет свой собственный альтернативный путь, названный в файлах игры как Путь меча. Для доступа к нему команде необходимо проходить раунды в играх Тенны на ранги «S», «T» или «Z» (либо же просто купить ранг у одного из пиппинсов). В этом случае в зелёной комнате будет открыт доступ к закулисью, в котором Рамб, тёмный-удлинитель, позволит Крису сыграть в то, что он называет «оригинальной игрой». Целью «игры» является убийство неигровых персонажей с помощью меча для усиления своего игрового персонажа, что, наряду с многочисленными отсылками, явно отсылает к пути геноцида из Undertale. При игре во второй раз в раунде можно найти намёки на странный путь из главы 2, что служит подсказкой для незнающих игроков о том, как его начать. При игре в третий раз, Крис встречает неизвестное существо, с которым он вступает в битву. Победив сущность, он получает теневую мантию; данная броня серьёзно облегчает бой с Рокочущим Рыцарем и даёт реальные шансы на победу над ним.

### Глава 4 — Пророчество (Prophecy)
После того как Крис и Сьюзи закрывают Фонтан в гостиной и чинят Тенну, Ториэль приглашает Сьюзи посетить службу в местной церкви. Там они расспрашивают горожан о бункере и приходят к выводу, что наиболее вероятным источником информации является мать Ноэлль и мэр города Кэрол Холидей. Они убеждают Ноэлль пригласить их для совместной учёбы и исследуют дом Холидей. В спальне пропавшей сестры Ноэлль, Десембер, Крис находит гитару с запиской внутри, содержащей код замка, но прежде чем игрок успевает прочитать её, Крис вырывает свою ДУШУ, прерывая сообщение. Игрок получает контроль над ДУШОЙ и проникает через вентиляционную систему дома, обнаруживая, что Крис разговаривает по телефону с неизвестным человеком, который указывает ему не позволять Сьюзи найти гитару. Хотя Крису это не удаётся, Кэрол возвращается домой до того, как Сьюзи замечает записку, и выгоняет её из дома.
Они пытаются вернуться домой, но обнаруживают запертую дверь. Когда они возвращаются в церковь, чтобы попросить у Ториэль ключ, они находят внутри Тёмный мир и входят туда, чтобы спасти её. Тёмный мир содержит изображения пророчества о Тёмных фонтанах, упоминавшегося Ральзеем. Внутри они встречают пожилого монстра, похожего на черепаху, который помогает Сьюзи. Группа закрывает Тёмный фонтан, но обнаруживает, что Тёмный мир заполнял только притвор, а отдельный Тёмный мир существует в нефе за запертой дверью. Сьюзи выясняет, что старый монстр в действительности является жителем Тёмного мира, созданным из памятных предметов Герсона, покойного отца церковного священника, и открывает новый Тёмный фонтан в надежде, что он поможет отпереть дверь. Тем не менее, новый житель Тёмного мира, порождённый Герсоном, атакует Криса и Сьюзи, которых спасает Ральзей.
Группа открывает дверь и находит Рыцаря в Тёмном мире. Рыцарь открывает ещё один фонтан, из которого вылупляется Титан — финальный босс главы. Группа сражается с Титаном и побеждает его при содействии Герсона. Сьюзи направляется к нему для разговора и видит изображение части пророчества, которую Ральзей пытался скрыть, и разбивает его до того, как игрок успевает увидеть. Они закрывают фонтан и возвращаются в дом. В своей спальне Крису звонит неизвестный человек, напоминая об неизвестном обещании, которое дал Крис, говоря ему «не забывай».

#### Альтернативный путь
В случае, если игрок прошёл странный путь в главе 3, в главе 4 произойдут изменения. В доме Ноэлль та спросит Криса, могут ли они поговорить наедине. Проникнув в вентиляционную систему, ДУША подслушивает разговор между Крисом и Ноэлль, из которого становится ясно, что прошлой ночью Крис отвёз Бёрдли в больницу и навестил Ноэлль. Во время их встречи Крис заявил, что тёмным мир — это всего лишь сон, и вытащил из её руки шип — форму тернового кольца в Светлом мире. ДУША входит в комнату, берёт контроль над Крисом и напрямую связывается с Ноэлль, сообщая ей, что может читать её мысли и что все предыдущие события происходили на самом деле, после чего вонзает в неё шип. Затем Крис в ярости бросает ДУШУ в мусорное ведро и избивает её, после чего Кэрол велит всем покинуть дом. Глава продолжается практически без изменений до самого конца, где Кэрол оставляет Крису голосовое сообщение, в котором говорит, что Ноэлль с нетерпением ждёт встречи с ними завтра на фестивале. 

## Разработка
Идея создания Deltarune пришла к Тоби Фоксу во сне, который он увидел в 2011 году, когда учился в колледже. Во сне, когда тот болел, он увидел концовку видеоигры и твёрдо решил создать её. Фокс также был вдохновлён коллекцией дизайнов игральных карт, опубликованной на Tumblr художником Kanotynes, которые впоследствии стали персонажами в игре. Разработка игры началась в 2012 году, но была прекращена ещё до того, как Фокс создал первую комнату. Некоторые музыкальные композиции из оригинального проекта были использованы в Undertale, в частности, главная боевая тема (которая стала боевой темой Папируса, «Bonetrousle») и песня под названием «Joker Battle» (которая была использована для боя c Ториэль под названием «Heartache»). Различные факторы, такие как графика, переработанная боевая система и душевное состояние Фокса, сделали Deltarune более сложной игрой для разработки по сравнению с Undertale.
Темми Чанг, которая ранее помогала Фоксу с рисованием персонажей в Undertale, стала главным художником Deltarune. Она помогала создавать персонажей, спрайты и анимацию. Фокс придумал дизайн Сьюзи после игры в Phoenix Wright: Ace Attorney. Изначально он взял Майю Фей за основу для Сьюзи, и она вела себя «мило и симпатично». Однако по мере развития её дизайна она в конечном итоге превратилась в «громилу». Фокс заявил, что планировал дать ещё одному неназванному персонажу заклинание огня, которое тот не умел бы использовать, но решил не добавлять их в первую главу.
Deltarune была разработана Фоксом в GameMaker Studio 2. Игра использует новую боевую систему, сравнимую с той, что используется во франшизе Final Fantasy, в отличие от боевой системы Undertale, которая имела сходство с боевой системой серии Mother. Хотя часть музыки в игре совершенно новая, в неё также включены фрагменты саундтрека из Undertale. В отличие от Undertale, Фокс планирует, что у Deltarune будет только одна концовка.

## Выпуск
На Хэллоуин 2018 года Фокс выпустил первый эпизод игры Deltarune, «предназначенной тем, кто прошёл Undertale». Фокс писал, что этот эпизод является первой частью нового проекта и что он рассматривал издание «программы для проведения опроса», чтобы определить, в каком направлении разрабатывать проект дальше. Он уточнил, что Deltarune будет гораздо большим проектом, нежели Undertale. Фокс заявил, что на создание первой части Deltarune ушло несколько лет, и это заняло куда больше времени, чем создание демоверсии Undertale. Из-за более широкого охвата игры он ожидает, что ему нужна команда для разработки Deltarune, и что нет чёткого срока завершения работы над ней. Когда игра будет закончена, она будет выпущена одним цельным комплектом. По плану Фокса в Deltarune будет всего одна концовка, вне зависимости от выборов игрока во время прохождения. 15 сентября 2021 года в честь шестой годовщины выпуска Undertale на YouTube была проведена прямая трансляция, в конце которой произошёл анонс второго эпизода игры Deltarune. Выход второй главы состоялся 17 сентября 2021 года. 31 октября 2024 года Тоби Фокс объявил, что выход третьей и четвёртой глав произойдёт в 2025 году. Третья и четвертая глава вышли 4 июня 2025 года на Windows, MacOS, PlayStation 4, Playstation 5 и Nintendo Switch. 5 июня 2025 года третья и четвертая глава вышли на Nintendo Switch 2.

## Отзывы и критика

### Глава 1
Первая глава Deltarune вызвала множество сравнений с Undertale. Джейсон Шрайер из Kotaku и Доминик Тарасон из Rock, Paper, Shotgun положительно отозвались о ней. Шрайер высоко оценил усовершенствование элементов Undertale, назвав её «освежающим возвращением»; Тарасон согласился с ним, написав, что Deltarune — «более высокобюджетная игра». Хотя Митчелл Партон из Nintendo World Report считает, что Deltarune «не сильно меняет формулу», у него не возникло проблем с этим. Митч Вогель из Nintendo Life был менее позитивен и разочарован тем, что после того, как Undertale на момент выхода ощущалась «свежей», Deltarune оказалась «„просто“ тем же самым».
Музыка была удостоена значительного количества похвал, при этом Шрайер заявил, что «саундтрек сам по себе уже должен быть аргументом за покупку». Тарасон счёл музыку «свежей, новой», а Партон назвал её «эмоциональной и цельной» и выразил удивление тем, что её написал один человек. Адам Лурс из RPGFan похвалил «умное использование мотивов» Тоби, считая, что они хорошо вписываются в сюжет Deltarune. Майкл Хайгам из GameSpot отметил сходство между музыкой Deltarune и Undertale, считая, что это «отголоски, напоминающие о том, что эти два мира каким-то образом связаны друг с другом».
Музыкальная группа Materia Collective выпустила официальный саундтрек из 40 треков, автором которого является Тоби Фокс. В саундтрек вошёл сингл-бестселлер Don’t Forget, исполненный композитором-песенником Лаурой Шигихарой. 11 июля 2019 года Fangamer выпустил долгоиграющую виниловую пластинку с саундтреком первой главы.
Тарасону понравилась пиксельная графика игры, он назвал её «более детализированной и выразительной» по сравнению с Undertale, с чем согласился и Партон. Хайгам также отметил, что способность Deltarune «передать так много таким малым количеством информации» является одним из её главных достоинств, и что «выражения персонажей и язык тела обеспечивают яркое проявление индивидуальности». Игровой процесс также получил положительную оценку, Партон назвал его «уникальным», а Вогель описал бои как «органичное и хорошо реализованное расширение оригинала». Некоторую критику высказал Хайгам, назвав некоторые эпизоды — например, Карточный замок — «немного скудными».
Аллегра Фрэнк из Polygon написала, что чувство юмора в Deltarune — одна из «определяющих черт» игры. Вогель согласился с ней, назвав юмор «остроумным», а сюжет «захватывающим». Хайгам написал, что «вы будете улыбаться до ушей от остроумного изложения, метких шуток и абсурдистского юмора». Партон и Тарасон уделили больше внимания дизайну персонажей, при этом Тарасон похвалил «свежий (и симпатичный) набор персонажей», а Партон утверждал, что их дизайн варьируется от «бесспорно очаровательного до кошмарно тревожного».
Вогель критически отозвался о том, как реализован Тёмный мир, заявив, что, несмотря на то, что он выглядит немного лучше, чем Undertale, он «едва ли ощущается как целостное или живое место». Он также раскритиковал «скудно оформленные коридоры, в которых очень мало интересного дизайна или оформления», закончив свою критику словами: «Deltarune, к сожалению, не очень красивая игра на вид». Партон также назвал нечастое использование точек сохранения отрицательным моментом игры.

### Глава 2
ScreenRant оценил вторую главу на 4,5 из 5, заявив, что «качество опыта соответствует качеству игры за полную цену, и это ещё больше усложняет ожидание следующих глав», описывая её по сравнению с первой главой как «[чувствуя]  себя игрой, более доверчивой [sic]  в своём направлении и более готовой позволить игрокам определять судьбу своих персонажей». Ана Диас из Polygon описала мир второй главы как «гостеприимный», несмотря на «суровый вызов», высоко оценив его юмор и отметив, что он «усложняет моральные и этические вопросы, поставленные предшественницей игры, Undertale, одновременно дополняя историю, начатую в первой главе».
Мэри Кларк из For The Win упомянула, что «странный» путь изменил её представление о видеоиграх, сказав, что «самая пугающая и тревожная часть пути Snowgrave — это то, что текст говорит о нас как игроках в видеоигры».

## Саундтрек
Практически все композиции были написаны разработчиком игры Тоби Фоксом, кроме двух, написанных и изданных другими авторами, — Fanfare (из игры Rose of Winter) и Don’t Forget (Лауры Шигихары). Саундтрек вышел отдельно для покупки 1 ноября 2018 года, на следующий день после выхода игры на платформе Bandcamp. Саундтрек второй главы был выпущен в день выхода второй главы на Bandcamp и Spotify. Вновь практически все композиции были написаны и изданы Тоби Фоксом (разработчиком игры), однако три из них были сделаны в партнёрстве с другими композиторами — Cyber Battle (Solo) (Лена Рейн), Attack of the Killer Queen (Лена Рейн, Марси Нэйборс), Until Next Time (Лаура Шигихара).